# Sacculina spectabilis
Sacculina spectabilis is een krabbezakjessoort uit de familie van de Sacculinidae. De wetenschappelijke naam van de soort is voor het eerst geldig gepubliceerd in 1948 door Boschma.